# Campeonato Africano de Atletismo de 2010 - 20 km marcha atlética masculina
A prova da marcha atlética masculina 20 km do Campeonato Africano de Atletismo de 2010 foi disputada no dia 1 de agosto de 2010 pelas ruas de Nairóbi,  no Quênia. 

## Recordes
Antes desta competição, os recordes mundiais e do campeonato nesta prova eram os seguintes:
|                       | Nome              | Nacionalidade | Tempo       | Local            | Data                   |
| --------------------- | ----------------- | ------------- | ----------- | ---------------- | ---------------------- |
| Recorde mundial       | Vladimir Kanaykin | Rússia        | 1h 17m 16s  | Saransk          | 29 de setembro de 2007 |
| Recorde do campeonato | Mohamed Ameur     | Argélia       | 1h 22m 55s  | Adis Abeba       | 4 de maio de 2008      |
| Recorde africano      | Hatem Ghoula      | Tunísia       | 1h 19ms 02s | Eisenhüttenstadt | 10 de maio de 1997     |

Os seguintes recordes foram estabelecidos durante esta competição:
| Data        | Evento | Atleta          | Nacionalidade | Tempo      | Notas                 |
| ----------- | ------ | --------------- | ------------- | ---------- | --------------------- |
| 1 de agosto | Final  | Hassanine Sebei | Tunísia       | 1h 20m 36s | Recorde do campeonato |

## Medalhistas
| Ouro                  | Prata               | Bronze                |
| Hassanine Sebei (TUN) | David Kimutai (KEN) | Hichem Medjeber (ALG) |

## Cronograma
Todos os horários são locais (UTC+3).
| Data        | Hora  | Evento |
| ----------- | ----- | ------ |
| 1 de agosto | 07:00 | Final  |

## Resultado final
| Posição           | Atleta                    | Nacionalidade                  | Tempo   | Notas                 |
| ----------------- | ------------------------- | ------------------------------ | ------- | --------------------- |
| Medalha de ouro   | Hassanine Sebei           | Tunísia                        | 1:20:36 | Recorde do campeonato |
| Medalha de prata  | David Kimutai             | Quênia                         | 1:21:07 | Recorde da temporada  |
| Medalha de bronze | Hichem Medjeber           | Argélia                        | 1:22:53 | Recorde pessoal       |
| 4                 | Hedi Teraoui              | Tunísia                        | 1:23:25 | Recorde pessoal       |
| 5                 | Mohamed Ameur             | Argélia                        | 1:24:53 |                       |
| 6                 | Sylvanus Wekesa           | Quênia                         | 1:25:32 | Recorde da temporada  |
| 7                 | Gabriel Ngnintedem Negoum | Camarões                       | 1:27:44 | Recorde da temporada  |
| 8                 | Chernet Mikoro            | Etiópia                        | 1:30:08 | Recorde da temporada  |
| 9                 | Eric Shikuku              | Quênia                         | 1:32:09 |                       |
| 10                | Misebo Minamo             | Etiópia                        | 1:36:23 |                       |
| 11                | Degu Sore                 | Etiópia                        | 1:40:33 |                       |
| 12                | Ngabene Mukwa             | República Democrática do Congo | 1:54:58 |                       |
| 99 !              | Thami Hlatswayo           | África do Sul                  | DNF     |                       |

Legenda
| Recorde mundial       | Recorde mundial (World record)               |                       | Recorde africano                      | Recorde africano (African) |                                           | Q | Classificado por posição (Qualified) |
| Recorde do campeonato | Recorde do campeonato (Championship record)  | Recorde da América    | Recorde da América (Americas)         | q                          | Classificado por melhor tempo (Qualified) |   |                                      |
| Melhor marca do ano   | Melhor marca do ano (World leading)          | Recorde asiático      | Recorde asiático (Asian)              | DNS                        | Não largou (Did not start)                |   |                                      |
| Recorde nacional      | Recorde nacional (National record)           | Recorde europeu       | Recorde europeu (European)            | DNF                        | Não terminou (Did not finish)             |   |                                      |
| Recorde pessoal       | Recorde pessoal do atleta (Personal best)    | Recorde da Oceania    | Recorde da Oceania (Oceania)          | DSQ / DQ                   | Desclassificado (Disqualified)            |   |                                      |
| Recorde da temporada  | Recorde da temporada do atleta (Season best) | Recorde sul-americano | Recorde sul-americano (South America) | NM                         | Sem marca (No mark)                       |   |                                      |